# 天主教巴雷拉斯教区
天主教巴雷拉斯教區（拉丁語：Dioecesis Barreriensis）是巴西一個天主教教區，位於巴伊亞州西北部。此教區屬費拉迪聖安娜總教區。
教區成立於1979年5月21日。2012年有教友320,000人，佔總人口90.1%。有二十個堂區、司鐸廿四人。教區主教現時出缺。